# 鳥取プレイランド
鳥取プレイランド（とっとりプレイランド）とは、鳥取県岩美郡国府町（現・鳥取市）にかつて存在した遊園地である。

## 概要
鳥取県初の遊園地で1986年（昭和61年）にオープン。東条湖ランドと兄弟関係だった。140万平方メートルの敷地に山陰最大級のジェットコースターなどを配し、価格設定も安価にしてファミリアスな遊園地としてスタート。ほとんどの乗り物が100～200円で乗れ、一日乗り放題でも2500円だった。しかし、安すぎる価格設定や冬期休園期間が長すぎたことが大きく響き、また阪神・淡路大震災の影響もあって入場者も減少。施設は相当な山奥に立地しており、交通の便が不便であったことも閉鎖の一因である。
1995年（平成7年）10月に閉鎖。その後も施設自体は放置されていたが、解体撤去を行い、跡地は農地などに再開発するとのことである。
2009年（平成21年）より施設撤去後の跡地を利用してカートのサーキットコースが設置されている。
営業時間
午前8時30分～午後5時（金曜定休）ただし春、夏休み、祝日は営業

## アトラクション
- 観覧車
- メリーゴーランド
- ジェットコースター
- ゴーカート
- チェーンタワー
- ウォータースライダー
- 宙返りロケット
- コーヒーカップ

## 所在地
- 鳥取県鳥取市国府町菅野